# Henry Andersson
För andra betydelser, se Henry Andersson (olika betydelser).

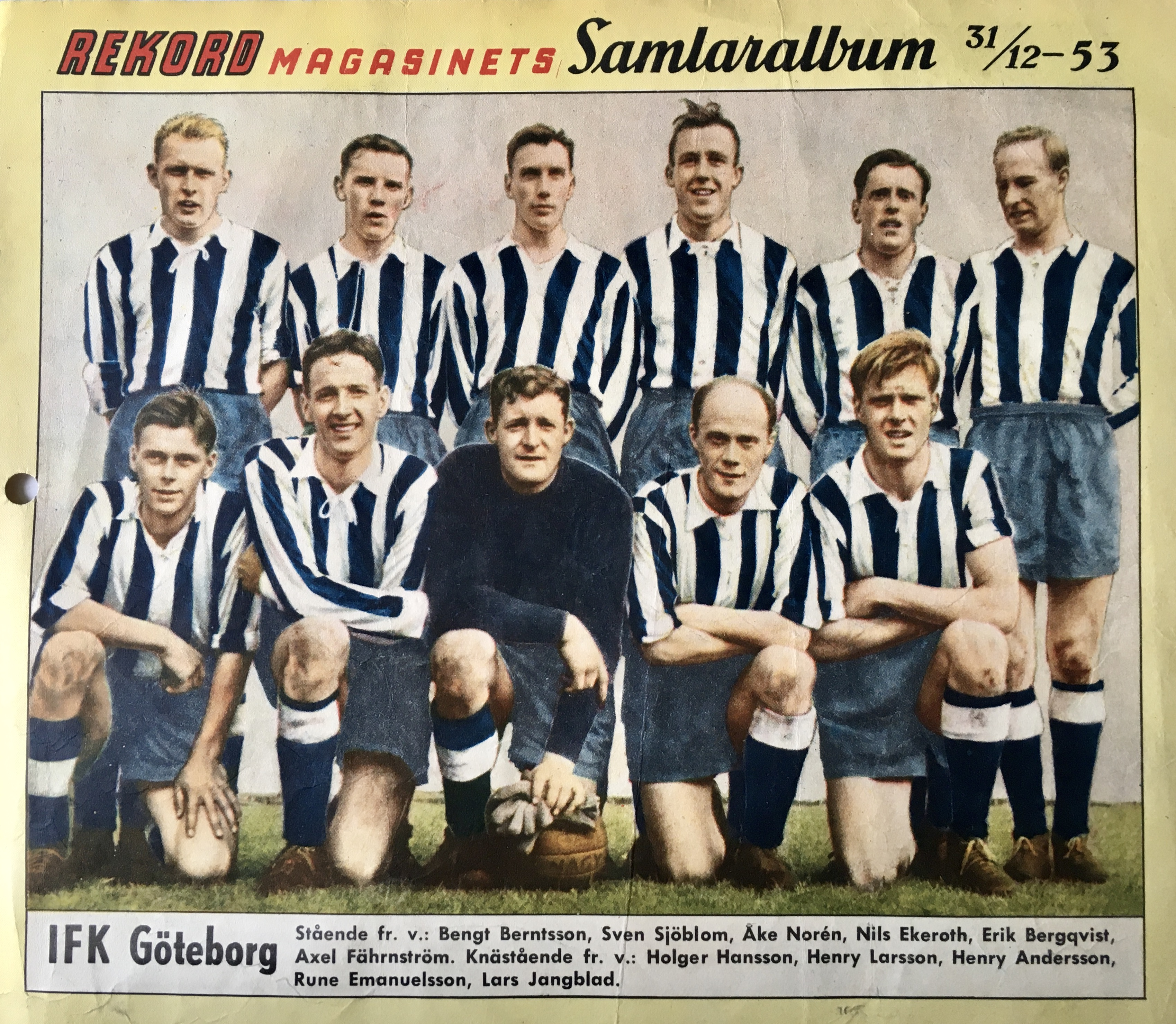
IFK Göteborg 1953 med följande spelare stående från vänster: Bengt "Fölet Berndtsson, Sven Sjöblom, Åke Norén, Nils Ekeroth, Erik Bergqvist, Axel Fährnström – knästående från vänster: Holger Hansson, Henry Larsson, Henry Andersson, Rune Emanuelsson och Lars Jangblad.

Henry Reinhold Andersson, född 28 oktober 1924 i Göteborg, död 22 december 2009 i Norum, var en svensk fotbollsspelare (målvakt).
Andersson kom som 19-åring 1944 från Skogens IF till IFK Göteborg, och spelade därefter hela sin karriär i IFK Göteborg. Han vann Kristallkulan 1954 och spelade sex landskamper och 422 matcher för IFK Göteborg. Han var mest känd för sin reaktionssnabbhet på närskott och straffar. Var anställd av Göteborgs Brandkår 1948 - 1984.
Andersson spelade 245 allsvenska matcher samt 17 matcher i Division 2 Sydvästra för IFK Göteborg.